# Thế vận hội Người khuyết tật Mùa hè 2024
Thế vận hội Người khuyết tật Mùa hè 2024 (tiếng Pháp: Jeux paralympiques d'été 2024) thường được gọi là Paralympic Paris 2024 là một sự kiện thể thao đa môn dành cho các vận động viên khuyết tật được tổ chức từ ngày 28 tháng 8 đến ngày 8 tháng 9 năm 2024 tại Paris, Pháp. Cuộc bầu cử thành phố đăng cai Thế vận hội Người khuyết tật 2024 và 2028 diễn ra vào năm 2017, tại Lima, thủ đô của Peru, Nam Mỹ.
Đây sẽ là lần đầu tiên Paris tổ chức Thế vận hội Người khuyết tật, diễn ra với 22 môn thể thao.

## Đấu thầu
Paris được bầu làm thành phố chủ nhà vào ngày 13 tháng 9 năm 2017 tại phiên họp IOC lần thứ 131 ở Lima, Peru.
| Paris | Pháp | Ưu tiên |

## Ủy ban Paralympic tham dự
- Pháp (Chủ nhà)

## Tiếp thị

### Biểu trưng
Biểu trưng của Thế vận hội Mùa hè và Thế vận hội Người khuyết tật 2024 được công bố vào ngày 21 tháng 10 năm 2019 tại Grand Rex. Lần đầu tiên, Thế vận hội Người khuyết tật sẽ có chung một biểu trưng với Thế vận hội, không có sự khác biệt hoặc thay đổi. Chủ tịch Paris 2024 Tony Estanguet tuyên bố rằng quyết định này nhằm phản ánh hai sự kiện có chung một "tham vọng", giải thích rằng "về mặt di sản, chúng tôi tin rằng ở đất nước này, chúng tôi cần tăng cường vị trí của thể thao trong cuộc sống hàng ngày của mọi người, và dù ở lứa tuổi nào, dù khuyết tật hay không, bạn đều có vị trí và vai trò trong thành công của Paris 2024 ".

## Phát sóng
Vào ngày 28 tháng 8 năm 2020, Channel 4 thông báo rằng họ đã gia hạn quyền truyền thông để đưa tin về Thế vận hội Người khuyết tật Mùa hè 2024.